# Russell Jacquet
Pour les articles homonymes, voir Jacquet.
Russell Jacquet (1917-1990), est un trompettiste de jazz américain, né à Saint-Martinville, en Louisiane et décédé à Los Angeles en Californie. Il est le frère aîné d'Illinois Jacquet.

## Carrière
Russell Jacquet qui naît en Louisiane, grandit au Texas. Au lycée, il est membre de l'orchestre scolaire, aux côtés d'Arnett Cobb, Calvin Boze et de son frère Illinois Jacquet.
Après 1945, il dirige son propre orchestre, sans connaître le même succès que son frère. Il joue régulièrement dans l'orchestre d'Illinois, tout en enregistrant pour nombre de labels, tels que King, Imperial ou Modern.